# Abdelilah Gani
Abdelilah Gani (en árabe: عبد الإله الكاني‎; 18 de septiembre de 1987) es un deportista marroquí que compite en atletismo adaptado. Ganó una medalla de plata en los Juegos Paralímpicos de París 2024, en la prueba de lanzamiento de peso (clase F53).

## Palmarés internacional
| Juegos Paralímpicos | Juegos Paralímpicos | Juegos Paralímpicos | Juegos Paralímpicos |
| Año                 | Lugar               | Medalla             | Prueba              |
| ------------------- | ------------------- | ------------------- | ------------------- |
| 2024                | París (Francia)     | Medalla de plata    | Peso F53            |